# Metoprene
Il metoprene, o methoprene, è una neotenina che agisce come regolatore della crescita (IGR) quando usato come insetticida. Si tratta di un liquido di colore ambrato o giallo, con odore fruttato debole, non tossico per l'uomo se ingerito o inalato. Si presenta in due isomeri diversi dove l'isomero (S)-metoprene è quello principalmente commercializzato per via della maggiore azione insetticida. 
È un prodotto largamente utilizzato: nel 2012, negli Stati Uniti, era presente in circa 500 diversi insetticidi, come sostanza attiva di base o integrata ad altri pesticidi.

## Storia
Il metoprene è stato registrato per la prima volta dall'Agenzia per la protezione dell'ambiente come pesticida nel 1975. Successivamente, la stessa agenzia ha classificato il Methoprene come un antiparassitario biochimico ed è poi stato riconosciuto dalla Food and Drug Administration come additivo ai mangimi per il controllo in zootecnia della mosca delle corna.

## Insetticida
Il metoprene è indicato come regolatore della crescita degli insetti perché interferisce con le fasi di maturazione attraversate dagli insetti: da uova, larve e pupa, ad adulto. I regolatori della crescita rendono impossibile per gli insetti di maturare alla fase adulta. È considerato un antiparassitario biochimico perché piuttosto che controllare i parassiti attraverso tossicità diretta, interferisce con il ciclo di vita degli insetti impedendo loro di raggiungere la maturità o la riproduzione. Per essere efficace è essenziale che questo inibitore della crescita sia somministrato nella fase appropriata del ciclo di vita del parassita; non è tossico per le fasi pupale o adulte, ma impedisce nella larva, al momento dell'impupamento, la metamorfosi ad adulto interrompendo quindi il ciclo di vita biologica della specie. Il metoprene è anche considerato un larvicida poiché è efficace nel controllare la fase larvale degli insetti. È usato nella produzione di una serie di alimenti tra cui carne, latte, uova, funghi, arachidi, riso e cereali. È anche usato in aree acquatiche per controllo zanzare e diversi tipi di formiche, mosche, pidocchi, falene, coleotteri e pulci. È disponibile in formulazioni liquide, solide e aerosol.

## Effetti tossicologici
Il metoprene è relativamente non tossico se ingerito o inalato e leggermente tossico per assorbimento cutaneo. Segni evidenti di avvelenamento non sono stati segnalati in casi di esposizione accidentale umana al metoprene. Non ha effetti irritanti significativi per occhi, cute e mucose. Non c'è rischio per gli esseri umani o altre specie ad eccezione degli invertebrati.

## Impatto ambientale
Il metoprene non è persistente nel terreno ed è improbabile che contamini le acque sotterranee, inoltre degrada rapidamente alla luce del sole. 
Il metoprene in normali condizioni di luce e temperatura, degrada rapidamente se aggiunto all'acqua. L'efficacia  è inferiore a due giorni nel terreno; degrada rapidamente al sole, in acqua e sulle superfici inerti. Poiché il metoprene è tossico per gli invertebrati acquatici, dovrebbe essere usato con attenzione ed in conformità con le indicazioni delle etichette: l'acqua può essere contaminata e gli organismi acquatici danneggiati dallo smaltimento non adeguato del prodotto.